# Бреттгаузен
Бреттгаузен (нім. Bretthausen) — громада в Німеччині, розташована в землі Рейнланд-Пфальц. Входить до складу району Вестервальд. Складова частина об'єднання громад Реннерод.
Площа — 3,39 км2. Населення становить 199 ос. (станом на 31 грудня 2020).